# Assyria TV

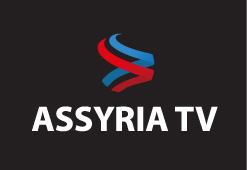
Logo von Assyria TV

Der webbasierte Fernsehsender Assyria TV gehört dem Assyrian Media Institute (AMI). Das Assyrian Media Institute (AMI) wiederum wurde am 24. September 2011 in Södertälje (Schweden) gegründet. Seit 2019 ist Assyria TV bei der staatlichen Schwedischen Presse- und Rundfunkbehörde 'MPRT' registriert.
Der Sender richtet sich an die semitisch christliche Volksgruppe der Assyrer (auch bekannt als Aramäer oder Chaldäer). Die eigensprachliche Bezeichnung dieser Ethnie lautet Suryoye, Suroye oder Suraye.
Die Programmbeiträge werden hauptsächlich in Syrisch-Aramäisch gehalten, die in dem westsyrischen Dialekt Surayt (auch bekannt als Turoyo) und dem ostsyrischen Dialekt Suret (auch bekannt als Swadaya) gesprochen wird.
Einige Sendungen werden jedoch auch in Arabisch, Türkisch, Deutsch, Englisch sowie Schwedisch produziert. Assyria TV kann über verschiedene soziale Medien empfangen werden. Zudem besteht eine lose Zusammenarbeit zwischen dem über Satelliten empfangbaren assyrischen Sender ANB Sat und Assyria TV.
Die Sendungen werden zum größten Teil im schwedischen Södertälje produziert. Es werden jedoch auch regelmäßig Formate aus europäischen Städten mit einem hohen Anteil an Einwohnern mit assyrischem Migrationshintergrund ausgestrahlt. Darunter: Augsburg, Wiesbaden, Gütersloh, Gronau, Göteborg, Paris (hauptsächlich Sarcelles), Enschede, Brüssel und Wien.